# Ninos Nikolaídis
Ninos Nikolaídis –en griego, Νίνος Νικολαΐδης– (14 de mayo de 1998) es un deportista griego que compitió en remo. Ganó una medalla de bronce en el Campeonato Mundial de Remo de 2017, en la prueba de cuatro scull ligero.

## Palmarés internacional
| Campeonato Mundial | Campeonato Mundial        | Campeonato Mundial | Campeonato Mundial  |
| Año                | Lugar                     | Medalla            | Prueba              |
| ------------------ | ------------------------- | ------------------ | ------------------- |
| 2017               | Sarasota (Estados Unidos) | Medalla de bronce  | Cuatro scull ligero |